# Rally della Lanterna
Il Rally della Lanterna è una manifestazione rallistica che si svolge nell'entroterra della Città Metropolitana di Genova che ha fatto parte per diversi anni del Campionato Italiano WRC (ex Trofeo Rally Asfalto).  Ad oggi possono comunque partecipare tutti i tipi di categorie di auto, comprese le WRC.

## Storia
Il rally nasce nel 1980 su iniziativa dell'Automobile Club di Genova e della Scuderia del Grifone, e in pochi anni riesce ad affermarsi sul piano nazionale diventando tappa valida per il Campionato Italiano Rally.
Dal 1994, ossia dalla sua 15ª edizione e per i successivi cinque anni, il rally non è stato più organizzato.
Nel 2000 l'attuale comitato organizzatore Lanternarally, ottiene la validità per inserire il nome Rally della Lanterna a fianco del Rally Appennino Ligure nel Campionato italiano Due Ruote Motrici, in questo modo ritorna dopo 5 anni il "Lanterna" nel calendario nazionale.
Successivamente, dal 2001, la CSAI (l'organismo sportivo dell'Automobile Club d'Italia) sostituisce il Campionato Due Ruote Motrici con il Trofeo Italiano Rallies, e il Lanterna entra a far parte di questa competizione. Possono partecipare al trofeo, tutte le vetture da rally, comprese le WRC a quattro ruote motrici la cui partecipazione era interdetta nel precedente campionato, attirando così di anno in anno un numero sempre crescente di appassionati.
Fino al 2003, il Rally mantiene la doppia denominazione "Lanterna" e "Appennino Ligure", ma per la 24ª edizione nel 2004, la competizione torna ad avere la denominazione classica di Rally della Lanterna che aveva fin dalla prima edizione, ed ha tuttora.
A partire dal 2001 hanno preso il via anche le vetture WRC, ben quattro volte negli ultimi anni si è imposto Maurizio Ferrecchi, mentre l'edizione del 2010 ha visto la partecipazione del Citroen Junior Team con entrambi i piloti di punta, ossia Sébastien Ogier che si è imposto sul rookie Kimi Räikkönen, già campione del mondo di Formula 1, che nel 2010 e nel 2011 ha deciso di impegnarsi nelle gare rallistiche.
Dal 2017, il rally cambia format e location, andando a spostare la sua sede di arrivo e partenza a Santo Stefano d'Aveto, percorrendo storiche prove della Val Trebbia e Val d'Aveto. È anche accorpato al Rally della Val d'Aveto, affrontando la prova speciale del Monte Penna.

## Albo d'oro

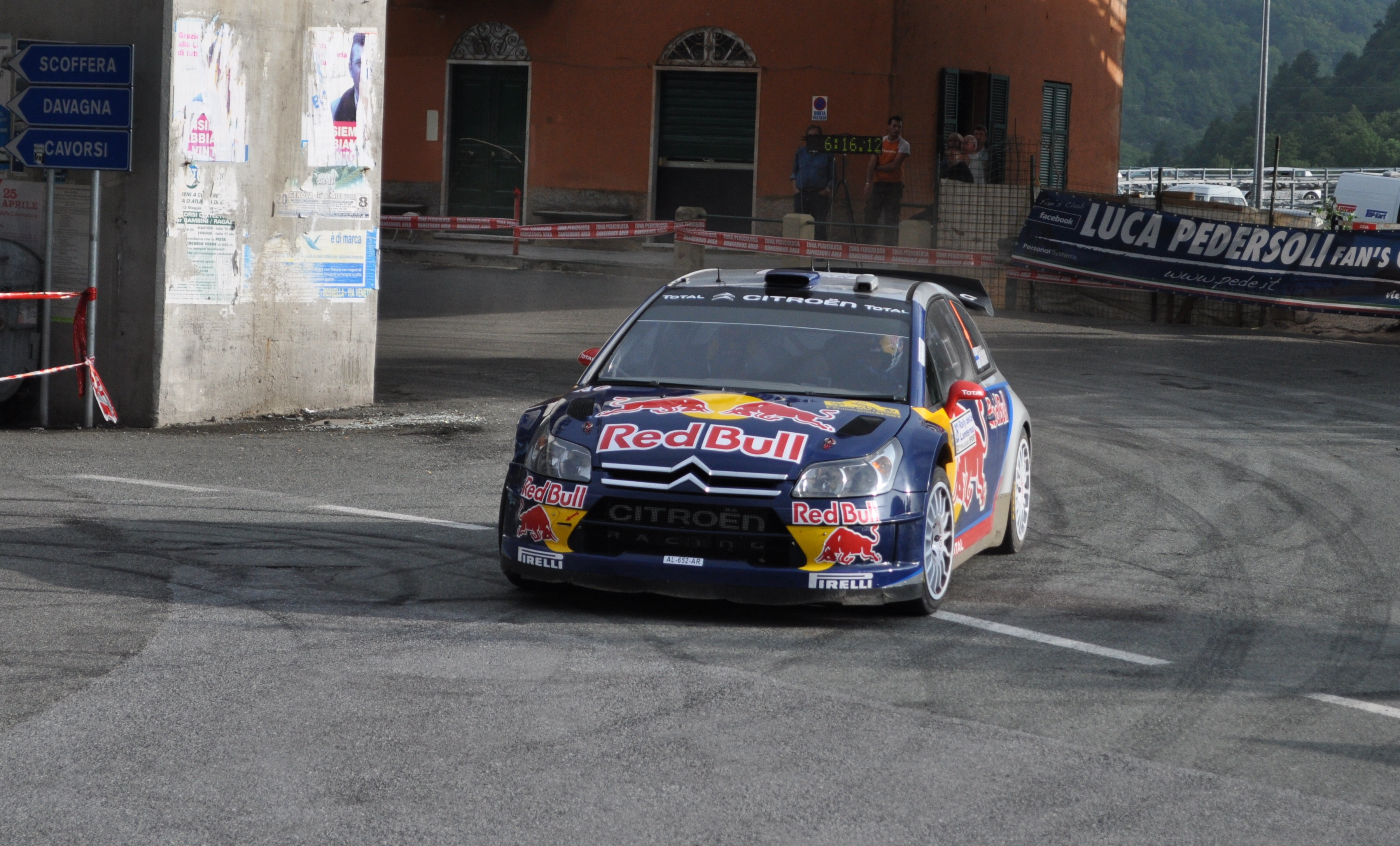
Kimi Räikkönen al 26° Rally della Lanterna

| Anno | Vettura                      | Pilota                   | Navigatore          |
| ---- | ---------------------------- | ------------------------ | ------------------- |
| 1980 | Fiat Ritmo 130               | Carlo Capone             | Luigi Maran         |
| 1981 | Opel Ascona 400              | Aldo Riva                | Gianmaria Gerbaldo  |
| 1982 | Porsche 911 SC               | Carlo Maria Cuccirelli   | Giovanna Muttini    |
| 1983 | Ferrari 308 GTB              | Maurizio "Menes" Cavalli | Emilio Radaelli     |
| 1984 | Lancia Rally 037             | Fabrizio Tabaton         | Luciano Tedeschini  |
| 1985 | Lancia Rally 037             | Fabrizio Tabaton         | Luciano Tedeschini  |
| 1986 | Peugeot 205 T16              | Andrea Zanussi           | Paolo Amati         |
| 1987 | Lancia Rally 037             | Piero Liatti             | Enrico Riccardi     |
| 1988 | Ford Sierra RS Cosworth Gr.N | Ermanno Dionisio         | Massimo Belelli     |
| 1989 | Ford Sierra RS Cosworth      | Vareno Grassini          | Flavio Iacuzzi      |
| 1990 | Lancia Delta Integrale       | Maurizio Rossi           | Raffaele Caliro     |
| 1991 | Lancia Delta Integrale 16v   | Piergiorgio Deila        | Pierangelo Scalvini |
| 1992 | Lancia Delta HF Integrale    | Ludovico Fassitelli      | Stefano Galliani    |
| 1993 | Lancia Delta HF Integrale    | Fabrizio Tabaton         | Nicola Gullino      |
| 1994 | Ford Escort Cosworth         | Gianfranco Cunico        | Stefano Evangelisti |
| 2000 | Peugeot 306 Maxi             | Renato Travaglia         | Flavio Zanella      |
| 2001 | Subaru Impreza WRC 99        | Nicola Caldani           | Massimo Chiapponi   |
| 2002 | Peugeot 206 WRC              | Maurizio Ferrecchi       | Gianfranco Imerito  |
| 2003 | Peugeot 206 WRC              | Maurizio Ferrecchi       | Gianfranco Imerito  |
| 2004 | Peugeot 206 WRC              | Corrado Fontana          | Renzo Casazza       |
| 2005 | Peugeot 206 WRC              | Maurizio Ferrecchi       | Gianfranco Imerito  |
| 2006 | Ford Focus RS WRC 01         | Felice Re                | Mara Bariani        |
| 2007 | Peugeot 206 WRC              | Devid Oldrati            | Danilo Fappani      |
| 2008 | Peugeot 206 WRC              | Maurizio Ferrecchi       | Fulvio Florean      |
| 2009 | Citroen Xsara WRC            | Elwis Chentre            | Fulvio Florean      |
| 2010 | Citroen C4 WRC               | Sébastien Ogier          | Julien Ingrassia    |
| 2011 | Citroen C4 WRC               | Felice Re                | Mara Bariani        |
| 2012 | Citroen C4 WRC               | Felice Re                | Mara Bariani        |
| 2013 | Ford Focus RS WRC 08         | Paolo Porro              | Paolo Cargnelutti   |
| 2014 | Citroen C4 WRC               | Luca Pedersoli           | Matteo Romano       |
| 2015 | Ford Focus RS WRC 08         | Paolo Porro              | Anna Tommasi        |
| 2016 | Ford Fiesta RS WRC           | Mauro Miele              | Luca Beltrame       |
| 2017 | Ford Fiesta RS WRC           | Alessandro Gino          | Daniele Michi       |
| 2018 | Citroen DS3 WRC              | Mauro Miele              | Luca Beltrame       |
| 2019 | Ford Fiesta RS WRC           | Alessandro Gino          | Daniele Michi       |
| 2020 | Škoda Fabia R5               | Giacomo Scattolon        | Simone Cuneo        |
| 2021 | Volkswagen Polo R5           | Giacomo Scattolon        | Simone Cuneo        |
| 2022 | Citroën DS3 WRC              | Simone Miele             | Erika Badinelli     |
| 2023 | Škoda Fabia RS Rally2        | Claudio Arzà             | Massimo Moriconi    |
| 2024 | Škoda Fabia RS Rally2        | Marco Pollara            | Giuseppe Princiotto |
| 2025 | Škoda Fabia RS Rally2        | Corrado Pinzano          | Mauro Turati        |